# نیک دامیچی
نیک دامیچی (انگلیسی: Nick Damici) بازیگر و فیلم‌نامه‌نویس اهل ایالات متحده آمریکا است.
از فیلم‌ها یا مجموعه‌های تلویزیونی که وی در آن‌ها نقش داشته‌است، می‌توان به سرمای ژوئیه، در برش اشاره نمود. او همچنین نویسندگی فیلم‌هایی هم چون بوشوک را بر عهده داشته‌است.